# Theope phaeo
Espèce
Theope phaeo est une espèce d'insectes lépidoptères appartenant à la famille  des Riodinidae et au genre Theope.

## Taxonomie
Theope phaeo a été décrit par Otto von Prittwitz (d) en 1865.
Synonymes : Theope theutis Godman & Salvin, [1886] ; Theope folia Godman & Salvin, [1886].

### Noms vernaculaires
Theope phaeo se nomme Falcate Theope en anglais

## Description
Theope phaeo est un papillon à l'apex des ailes antérieures très pointu, avec le bord externe concave et aux postérieures l'angle anal est lui aussi pointu. Le dessus des ailes antérieures est bleu métallisé bordé de marron au bord costal et largement au bord interne en triangle depuis l'angle externe. Les ailes postérieures sont bleu métallisé avec une bordure marron au bord costal.
Le revers est beige rosé à chamois.

### Chenille
La chenille est de couleur marron roux.

## Biologie

### Plante hôte
Au Costa Rica Citrus limetta, Senna papillosa et Inga umbellifera sont des plantes hôtes de sa chenille.

## Écologie et distribution
Theope phaeo est présent présent au Mexique, au Costa Rica, à Panama, au Guatemala, au Nicaragua, en Colombie, en Guyane, en Guyana, au Surinam, à Trinité-et-Tobago et au Brésil,.

### Biotope
L'imago réside en sous-bois en Guyane.

### Protection
Pas de statut de protection particulier.